# Прячься
«Пря́чься» — девятая серия седьмого сезона британского фантастического телесериала «Доктор Кто». Премьера серии состоялась 20 апреля 2013 года на канале BBC One.

## Сюжет
Доктор и Клара попадают в 1974 год в поместье Калибёрн, где учёный Алек Палмер вместе со своей ассистенткой Эммой Грейлинг изучает привидение, известное также как Ведьма из Колодца; чтобы вызвать призрака, Палмер использует эмпатические сверхспособности Эммы. Осмотрев фотографии, сделанные Палмером, Клара обращает внимание на то, что привидение в одной позе на всех фотографиях. Доктор вместе с Кларой посещает территорию, на которой находится поместье, во всех временных эпохах (вплоть до гибели Земли), каждый раз проводя фотосъёмку, и, вернувшись в 1974 год и исследовав полученные материалы, приходит к выводу, что «привидение» — это Хила Такариан, пионер путешествий во времени землян, числящаяся пропавшей без вести. Хила очутилась в так называемой карманной, или осколочной, вселенной, где провела всего три минуты, растянувшиеся на вечность относительно реального мира; ко всему прочему, на фотографиях заметно нечто, преследующее Хилу.
Доктор говорит, что мог бы попасть туда на ТАРДИС, чтобы спасти Хилу, но в таком случае карманная вселенная высосала бы из ТАРДИС все жизненные соки. Он достаёт прибор, усиливающий способности Эммы, и через открытый ею портал попадает в осколочную вселенную, где встречает Хилу и помогает ей вернуться в реальность. Сам же Доктор застревает в параллельном мире, так как Эмма теряет сознание от боли, не в силах держать портал открытым, и остаётся наедине с деформированным существом, теперь преследующим его.
Клара решает рискнуть и отправиться в карманную вселенную на ТАРДИС. Та, обратившись к Кларе через видеоинтерфейс в виде самой Клары, поначалу отказывается от подобной авантюры, мотивируя отказ возможной гибелью, но вскоре соглашается, при условии, что не будет там приземляться. Вернувшись в реальный мир, Доктор объясняет эмоциональную связь Эммы и Хилы тем, что Хила — потомок Эммы и Алека, после чего замечает в окне поместья существо, похожее на то, что напало на него в карманной вселенной, и понимает, что у того не было никакого злого умысла и оно лишь хотело вернуться к своей «второй половинке». Он вновь совершает рывок в карманную вселенную и спасает создание за несколько минут до самоуничтожения этого мира.

## Съёмки
Съёмки проходили в замке Тинтсфилд (англ. Tyntesfield House). Сцены в лесу снимались в Уэльсе.

## Трансляция, рейтинги и критика
Премьера состоялась 20 апреля 2013 года на канале BBC One, серию посмотрели 5 миллионов зрителей.